# اس‌ام‌اس ناسائو
اس‌ام‌اس ناسو (به انگلیسی: SMS Nassau) یک کشتی بود که طول آن ۱۴۶٫۱ متر (۴۷۹ فوت) بود. این کشتی در سال ۱۹۰۸ ساخته شد.